# Bussy-le-Repos (Marne)
Bussy-le-Repos település Franciaországban, Marne megyében. Lakosainak száma 136 fő (2022. január 1.). Bussy-le-Repos Contault, Le Fresne, Moivre, Possesse, Saint-Jean-devant-Possesse, Somme-Yèvre és Vanault-le-Châtel községekkel határos.

## Népesség
A település népességének változása:
| Lakosok száma | 143  | 99   | 128  | 115  | 140  | 136  | 135  | 136  | 136  | 136  |
|               | 1968 | 1982 | 1990 | 2006 | 2013 | 2015 | 2017 | 2019 | 2020 | 2022 |